# ستسوکو ساساکی
ستسوکو ساساکی (انگلیسی: Setsuko Sasaki؛ زادهٔ ۱۶ اکتبر ۱۹۴۴) بازیکن والیبال اهل ژاپن است.